# 量神星
量神星（120 Lachesis）是第120颗被人类发现的小行星，于1872年4月10日发现。量神星的直径为174.1千米，质量为5.5×1018千克，公转周期为2009.115天。
量神星的名字来自希腊神话中命运三女神之一的拉刻西斯。